# Parus
Parus is het typegeslacht van de familie van de mezen (Paridae). De wetenschappelijke naam is gepubliceerd in 1758 door Linnaeus in Systema naturae. Veel soorten uit de familie Paridae werden vroeger tot dit geslacht gerekend, maar worden nu bij andere geslachten ingedeeld. Er blijven nog drie Parus-soorten over, die voorkomen in Europa en Azië. 

## Taxonomie
Sinds 2005 is er consensus over plaatsing van een groot aantal soorten in andere geslachten, dankzij de uitkomsten van moleculair-genetisch onderzoek. Zo ontstonden de geslachten Cyanistes (onder andere pimpelmees), Lophophanes (onder andere kuifmees), Periparus (onder andere zwarte mees) en Poecile (onder andere glanskop).

## Soorten
De volgende soorten zijn bij het geslacht ingedeeld:
- Parus cinereus – Grijze koolmees
  - P. c. minor – Japanse koolmees
- Parus major – Koolmees
- Parus monticolus – Bergkoolmees